# Alfredo Marceneiro
Alfredo Rodrigo Duarte OIH (Lisboa, Santa Isabel, 25 de fevereiro de 1891 — Lisboa, Santa Isabel, 26 de junho de 1982), mais conhecido como Alfredo Marceneiro devido à sua profissão, foi um fadista português que marcou uma época, detentor de uma voz inconfundível tornando-se um marco deste género da canção em Portugal. Embora o bilhete de identidade refira a data acima, o seu nascimento pode ter acontecido, de facto, em 29 de fevereiro de 1888, o que é contraditado por todos os documentos oficiais do Estado português, nomeadamente o assento de batismo, o assento de casamento dos pais e o assento de óbito.

## Biografia

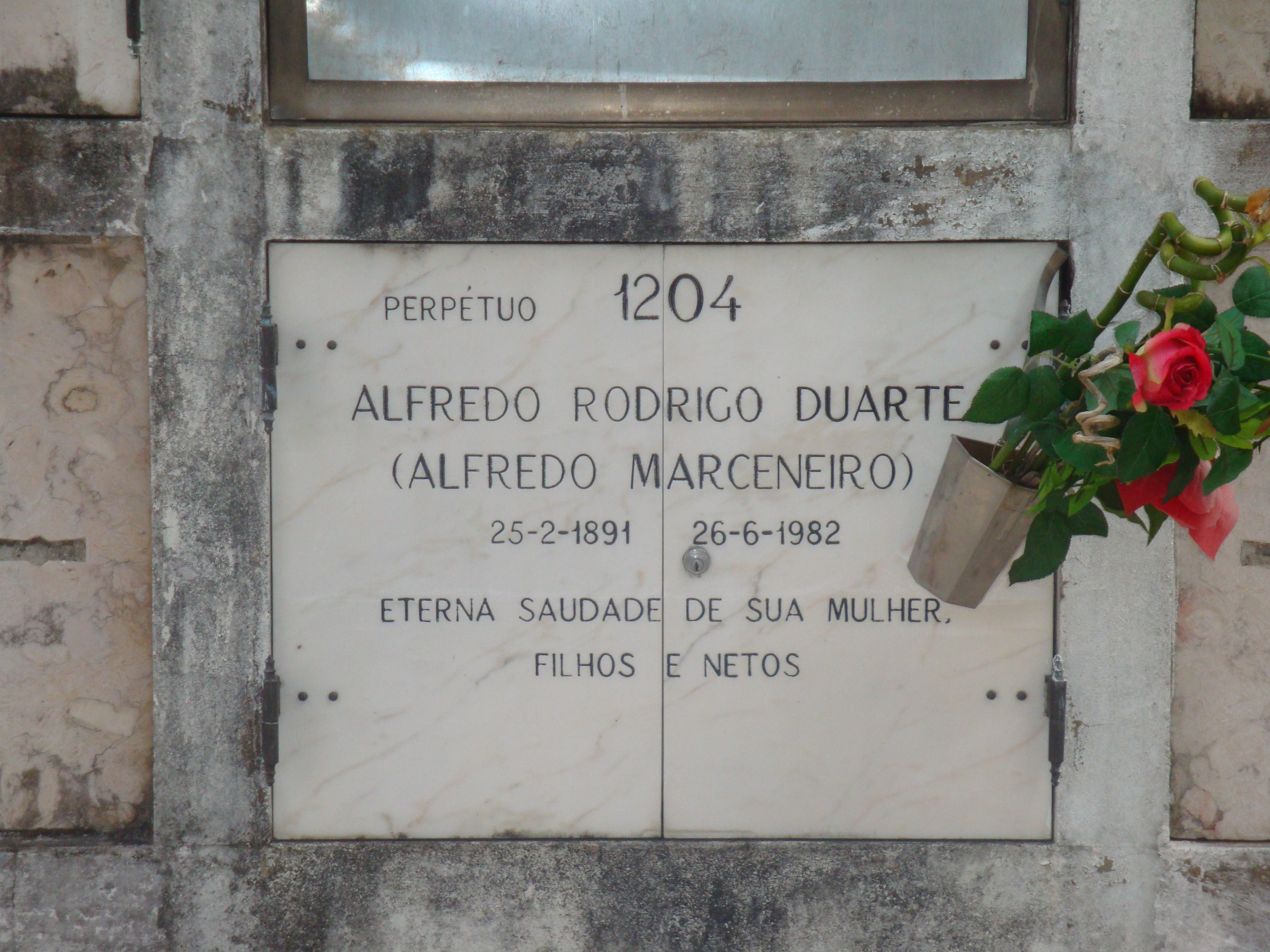
Ossário onde está sepultado Alfredo Marceneiro, no Cemitério dos Prazeres.

Alfredo Marceneiro nasceu na Travessa de Santa Quitéria, freguesia de Santa Isabel em Lisboa, e foi-lhe posto o nome de baptismo de Alfredo Rodrigo Duarte. Nasceu a 25 de fevereiro de 1891, tendo sido batizado na igreja de Santa Isabel a 20 de abril desse ano.
Filho de Rodrigo Duarte e Gertrudes da Conceição, oriundos do Cadaval, então ambos solteiros. Alfredo foi o primeiro filho do casal, seguiram-se três irmãos Álvaro, Júlio e Júlia. Os pais casaram em Lisboa, na igreja de Santa Isabel, a 25 de dezembro de 1895, quando já eram nascidos Alfredo, de 4 anos (portanto, nascido em 1891 e não em 1888), e Álvaro, de 19 meses, então legitimados pelo casamento.
Em 1905, quando tinha apenas 13 anos, o seu pai faleceu e Alfredo Duarte abandonou os estudos para ir trabalhar e ajudar no sustento da mãe e dos irmãos. O seu primeiro emprego foi o de aprendiz de encadernador.
Desde pequeno, sentia grande atracção para a arte de representar e para a música. Junto com amigos começou a dar os primeiros passos cantando o fado em locais populares começando a ser solicitado pela facilidade que cantava e improvisava a letra das canções.
Um dia, conheceu Júlio Janota, fadista improvisador, de profissão marceneiro de Campo de Ourique que o convenceu a seguir esse ofício que lhe daria mais salário e mais tempo disponível para se dedicar à sua paixão. Alfredo Duarte começou por cantar Fados nos bailes populares que frequentava, entre os 14 e os 17 anos. É nesta altura, em 1908, que faz a sua estreia na cegada do poeta Henrique Lageosa, inspirada no argumento do filme mudo O Duque de Guise, onde interpreta o papel da amante do Duque.
Para além de participar nas cegadas, onde desenvolve o seu método de dizer bem e dividir as orações, Alfredo começa a cantar em diversas festas de solidariedade e nos retiros do Caliça, Bacalhau, José dos Pacatos, Cachamorra, Baralisa e Romualdo, mas é no 14 do Largo do Rato que se torna mais conhecido.
Alfredo Marceneiro era um rapaz vaidoso. Andava sempre tão bem vestido que ganhou a alcunha de Alfredo Lulu. Era, também, muito namoradeiro. Apaixonou-se por várias raparigas, chegando a ter filhos com duas delas. As aventuras terminaram quando conheceu Judite de Sousa Figueiredo, amor que durou até à sua morte e com a qual teve três filhos, tendo ambos casado em Lisboa, a 7 de outubro de 1954.
Em 1924, participa no Teatro São Luiz, em Lisboa, na sua primeira Festa do Fado e ganha a medalha de prata num concurso de fados.
Nos anos 1930, Alfredo Marceneiro trabalhou nos estaleiros da CUF, onde fazia móveis para navios. Dividia o seu tempo entre as canções e o trabalho. A sua presença nas festas organizadas pelos operários era sempre motivo de alegria. Em 3 de janeiro de 1948, foi consagrado o Rei do Fado no Café Luso.
Reformou-se em 1963, após uma carreira recheada de sucessos, numa grande festa de despedida no Teatro São Luiz.
Dos muitos temas que Alfredo Marceneiro cantou destaca-se a Casa da Mariquinhas, de autoria do escritor e poeta João Silva Tavares.
Faleceu de arteriosclerose no dia 26 de junho de 1982, com 91 anos, na mesma freguesia que o viu nascer, na Rua da Páscoa, número 49, porta 2, em Lisboa. Foi sepultado no Cemitério dos Prazeres.
No dia 30 de julho de 1984, foi condecorado, a título póstumo, com o grau de Oficial da Ordem do Infante D. Henrique pelo então Presidente da República Portuguesa, General Ramalho Eanes.

## O álbum The Fabulous Marceneiro (Columbia/ Valentim de Carvalho, 1961)
Alfredo Marceneiro gravou pouco e este álbum de início dos anos 60 é um dos clássicos absolutos do fado. Era um milagre meter Alfredo Marceneiro em estúdio: o fado era quase uma religião que se cantava de noite e com público, onde o guitarrista devia cingir-se a servir a voz e o contador era também um contador da história contida na letra.
A revista Blitz considerou este álbum o décimo-primeiro melhor disco português de sempre.